# Glyptothorax annandalei
Glyptothorax annandalei är en fiskart som beskrevs av Hora 1923. Glyptothorax annandalei ingår i släktet Glyptothorax och familjen Sisoridae. IUCN kategoriserar arten globalt som livskraftig. Inga underarter finns listade i Catalogue of Life.